# Dharmapuri
Dharmapuri là một thành phố và khu đô thị của quận Dharmapuri thuộc bang Tamil Nadu, Ấn Độ.

## Địa lý
Dharmapuri có vị trí 12°08′B 78°10′Đ / 12,13°B 78,17°Đ Nó có độ cao trung bình là 468 mét (1535 feet).

## Nhân khẩu
Theo điều tra dân số năm 2001 của Ấn Độ, Dharmapuri có dân số 64.444 người. Phái nam chiếm 51% tổng số dân và phái nữ chiếm 49%. Dharmapuri có tỷ lệ 74% biết đọc biết viết, cao hơn tỷ lệ trung bình toàn quốc là 59,5%: tỷ lệ cho phái nam là 79%, và tỷ lệ cho phái nữ là 68%. Tại Dharmapuri, 11% dân số nhỏ hơn 6 tuổi.